# Gedeg
Gedeg is een bestuurslaag in het regentschap Pemalang van de provincie Midden-Java, Indonesië. Gedeg telt 2544 inwoners (volkstelling 2010).